# Багдасарян, Егише Александрович
Багдасарян, Егише Александрович (1881, Шуша, Елизаветпольская губерния, Российская империя — 1919, Армавир) — армянский композитор, руководитель оркестра, общественный деятель.

## Биография
Егише Багдасарян родился в 1881 году в Шуше. С 1901 года учился в Петербургской консерватории в классе А. Лядова. Руководил хорами, оркестрами народных инструментов, выступал с концертами в армянонаселенных городах Кавказа. В 1910-х годах он основал Московское армянское хоровое общество. Преподавал в Лазаревской семинарии в Москве. При участии Багдасаряна были составлены и изданы «Художественный альбом» (1903), литературно-художественно-музыкальный сборник «Слезы» (1907), посвященные памяти Ованнеса (Ивана) Айвазовского .

## Творчество
Егише Багдасарян является автором многочисленных песен (в частности для хора), романсов, народных песен и гимнов. Написал ораторию «Христос». Его произведения написаны в духе городской народной музыки. До сегодняшних дней сохранилась лишь часть его творческого наследия.
Оперы
- «Ануш» (1909, по Ованесу Туманяну)
- «Артавазд II» (по Арутюну Туманяну)

Детская музыкальная композиция
- «Дитя леса» (на слова Газароса Агаяна)

Группы
- «Счастливица» («Ануш»)
- «Зло было полностью уничтожено» («Артавазд II»)

Песня
- «Не плачь, соловей» (слова – Александра Цатуряна)